# بوبروبيون/ نالتريكسون
بوبروبيون/النالتريكسون (بالإنجليزية: Bupropion/naltrexone)‏ (الاسم التجاري المقترح حاليا هو كونتريف (بالإنجليزية: Contrave)‏ وهو علاج تجريبي للوقاية من السمنة، ما زال في مرحلة التجارب السريرية الثالثة. يجري تطويره تزامنا مع دواء بوبروبيون / زونيجران من قبل شركة اوركسيجن الدوائية (Orexigen Therapeutics). وهو مزيج من اثنين من الأدوية المعتمدة لدى هيئة الغذاء والدواء الأمريكية ،  اظهر والبوبروبيون النالتريكسون من خلال التجارب الاولية على ان لديه فعالية في معالجة الوزن الزائد. في 31 مارس 2010، قدمت شركة اوركسيجن طلب دواء جديد تحت اسم كونتريف (Contrave).

## الاستعمالات المقترحة
الجرعة اليومية الموصى بها من لهذا العقار هي سنتان (8 ملغ naltrexone/90 ملغ البوبروبيون) أقراص تؤخذ مرتين يوميا ( 4 أقراص المجموع - 32 ملغ النالتريكسون، 360 ملغ البوبروبيون ). عند بدء، وسيتم بدأ الجرعات مع ربع الجرعة (أو حبة واحدة) لمدة أسبوع واحد، وسيتم إضافة حبوب منع الحمل للنظام كل أسبوع حتى يتم الوصول إلى الجرعة الكاملة التي أوصى بها في الأسبوع الرابع.
خلال مرحلة الاختبار الثاني، استخدمت جرعات مختلفة في صيغة مرة واحدة يوميا. وتشمل هذه :
16 ملغ النالتريكسون - 400 ملغ البوبروبيون
32 ملغ النالتريكسون - 400 ملغ البوبروبيون
48 ملغ النالتريكسون - 400 ملغ البوبروبيون
وأظهرت الجرعة الثانية (32 MG- 400 ملغ) في المتوسط أفضل نسبة المنافع إلى خطر.

## التركيب
تم تصميم العلاج للتأثير على منطقة ما تحت المهاد من أجل خفض كمية الغذاء على مدى فترة معينة من الزمن. تشير الدراسات على ما يقرب من 700 مريض، 90 ٪ منهم إناث، وخلال مدة تصل إلى 56 أسابيع  انه تمت السيطرة على زيادة وزنهم بشكل فعال بعد أخذ الجرعات.